# Günter Krosse
Günter Krosse (* 7. Januar 1950) ist ein ehemaliger deutscher Fußballspieler, der 1981 für die BSG Chemie BUNA Schkopau in der DDR-Oberliga, der höchsten Spielklasse im DDR-Fußball, aktiv war.

## Sportliche Laufbahn
Als 22-Jähriger schloss sich Günter Krosse 1972 der Betriebssportgemeinschaft (BSG) Chemie BUNA Schkopau an, deren erste Fußballmannschaft in der drittklassigen Bezirksliga Halle vertreten war. Mit ihr stieg er nach Abschluss der Saison 1972/73 in die DDR-Liga auf. Bis zur Winterpause der Spielzeit 1973/74 bestritt Krosse zwölf der dreizehn ausgetragenen DDR-Liga-Spiele und war mit fünf Toren erfolgreich. Zu Beginn der Rückrunde holte der Hallesche FC Chemie (HFC), Fußballschwerpunkt des Bezirkes, Krosse in seinen Kader. Die Hallenser waren in der Vorsaison aus der DDR-Oberliga abgestiegen und strebten den sofortigen Wiederaufstieg an. Das Vorhaben gelang, Krosse hatte dabei aber mit zwei Punktspieleinsätzen und der Teilnahme an einem der acht Aufstiegsspiele nur geringen Anteil. Die Oberligasaison 1974/75 fand ohne Krosse statt, der HFC setzte ihn ausnahmslos in seiner Bezirksligamannschaft HFC II ein, mit der er am Saisonende in die DDR-Liga aufstieg. Auch 1975/76 gehörte er zum Aufgebot der zweiten Mannschaft, mit der er in der Saisonhinrunde sechs DDR-Liga-Spiele bestritt. In der Winterpause wurde Krosses Vertrag beim HFC aufgehoben und er kehrte zu Chemie BUNA Schkopau zurück. Dort kam er bis zum Saisonende in weiteren neun DDR-Liga-Spielen zum Einsatz, in denen er vier Tore erzielte, nachdem er in Halle torlos geblieben war. Anschließend war Krosse vier Spielzeiten lang Stammspieler der Schkopauer. Von den in diesem Zeitraum ausgetragenen 88 Liga-Spielen absolvierte er 87 Begegnungen und kam auf 17 Tore. Mit sieben Treffern war er 1979 Torschützenkönig der BSG Chemie. Als diese in der Saison 1980/81 den Aufstieg in die Oberliga schaffte, war Krosse nur in elf Punktspielen dabei, absolvierte aber sechs der acht Aufstiegsspiele. Er blieb aber während der gesamten Spielzeit ohne Torerfolg. Als Krosse 1981/82 seine einzige Oberligasaison begann, war er bereits 31 Jahre alt. Bis zum zehnten Spieltag bestritt er als Mittelfeldspieler neun Punktspiele, wobei er bereits am ersten Spieltag bei der 2:4-Auswärtsniederlage gegen die BSG Wismut Aue mit seinem einzigen Oberligatreffer die 1:0-Führung für seine Mannschaft erzielt hatte. In der Rückrunde wurde Krosse nicht mehr in der Oberliga eingesetzt, und Schkopau stieg nach nur einem Jahr Erstligafußball wieder ab. Krosse wurde zwar noch einmal für die DDR-Liga-Saison 1982/83 nominiert, kam aber nicht zum Einsatz. Im Sommer 1983 wurde sein Ende der Fußballerlaufbahn bekanntgegeben. Zwischen 1973 und 1981 hatte Günter Krosse in der DDR-Oberliga neun Spiele bestritten und ein Tor erzielt, in der DDR-Liga war er in 127 Begegnungen aufgeboten worden und war mit 26 Toren erfolgreich gewesen. Bei insgesamt 16 erfolgreichen Aufstiegsspielen zur Oberliga war er sieben Mal zum Einsatz gekommen, hatte aber kein Tor geschossen.